# Feria del Libro Antropológico
La Feria del Libro Antropológico es una feria del libro que se lleva a cabo de manera anual desde el 2006 por el Instituto de Investigaciones Antropológicas (IIA) de la UNAM. 
Es la segunda feria dedicada a la antropología, después de la Feria Internacional del Libro de Antropología e Historia del INAH. No cuenta con fechas fijas, sin embargo, se procuraba desarrollar en el primer semestre del año. Esta se llevó a cabo de manera casi ininterrumpida de 2006 a 2015 y de 2017 a 2019; en el 2016 solo se realizó una muestra editorial. La edición XIV en 2020 no se pudo debido a la pandemia por Covid-19.
En el marco de la feria se presentan libros de las distintas especialidades del campo antropológico, editados por diversas instituciones de educación superior y editoriales particulares. Las disciplinas de los libros que se ponen en exposición son: antropología física, arqueología, lingüística, antropología social, medicina, genética, ciencias sociales en general, entre otras.

## Origen
La primera Feria del Libro Antropológico se celebró en el año 2006 en el vestíbulo del Instituto de Investigaciones Antropológicas, la iniciativa de su organización surge por parte de la Biblioteca Juan Comas, y del Departamento de Publicaciones del mismo instituto. Los objetivos para su realización fueron:
- Dar a conocer las nuevas obras que el departamento de publicaciones edita como parte de la producción académica del personal del IIA.

- Acercar a los proveedores de libros de la temática en antropología a la comunidad académica del Instituto para que ésta hiciera la selección de los materiales que posteriormente se comprarían para el fortalecimiento y actualización del acervo de la biblioteca.
- Invitar tanto a editores como proveedores de material nacional y extranjero para su exhibición y exposición de materiales relacionados con el tema de la antropología y las ciencias sociales.

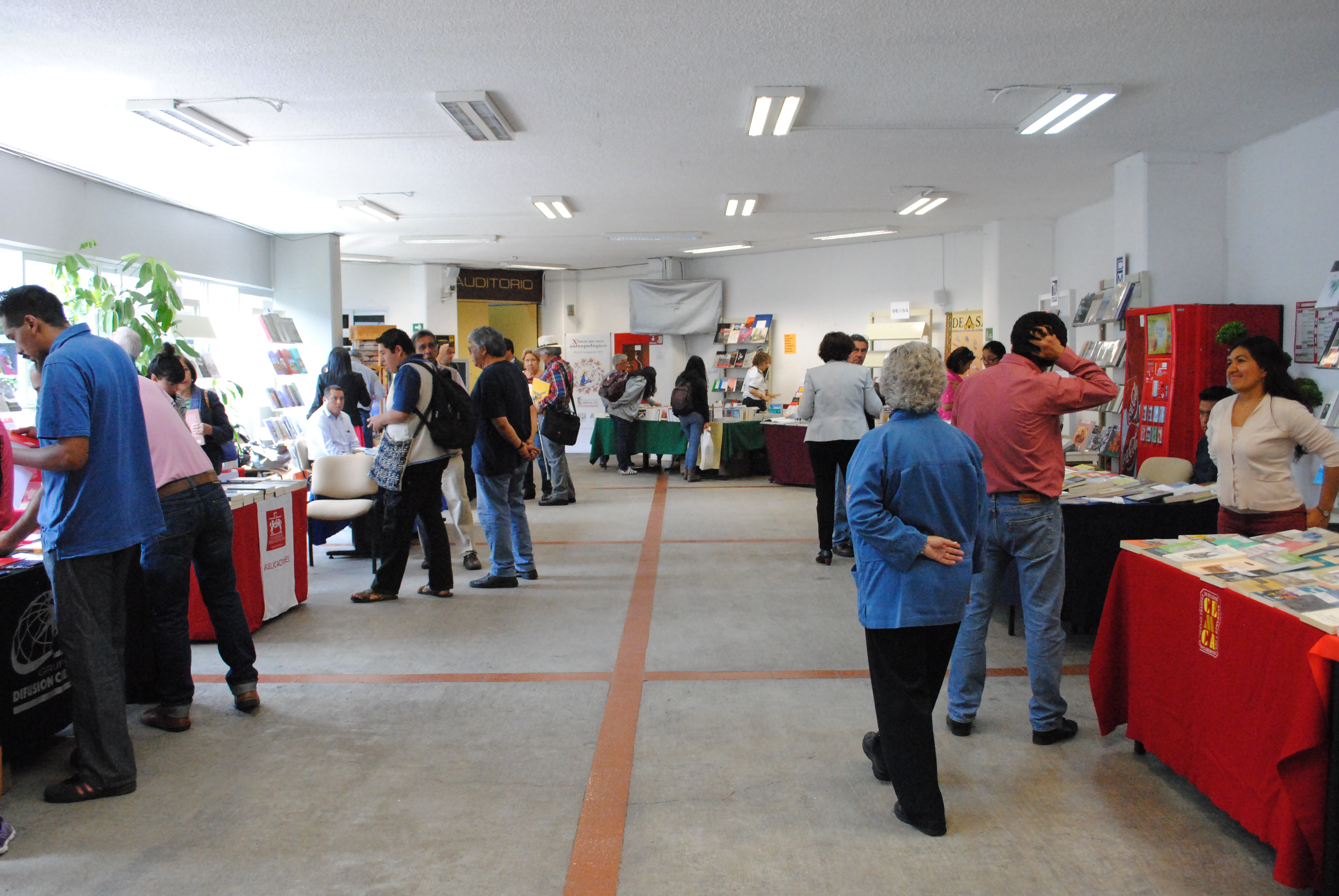
Feria del Libro Antropológico

## Ediciones y cronología
| Ediciones | Carteles |
| --- | -------- |
| Del 2006 al 2008 la Feria no tenía ningún estado invitado ni temática específica (FLA I, II y III) (Fechas 2006, 7 al 9 de junio. 2007, 6 al 8 de junio. 2008, 28 al 30 de mayo) |          |
| En el 2009, fue el primer año que se invitó a un estado, Veracruz (FLA IV) (Fecha 2 al 4 de septiembre) |          |
| En el 2010, el estado invitado fue Chiapas (FLA V) (Fecha 19 al 21 de mayo) En el 2011, el estado invitado fue Oaxaca (FLA VI) (Fecha 16 al 18 de mayo) En el 2012, el estado invitado fue Michoacán (FLA VII) (Fecha 23 al 25 de mayo) En el 2013, se dedicó al área maya, cuya diversidad cultural, ambiental, social e histórica tiene profundas raíces que son de interés para los estudiosos de la UNAM y en particular para los antropólogos y los académicos de disciplinas afines que se desarrollan en el IIA. Cabe destacar que la FLA VIII se celebró en el marco del 40 Aniversario del Instituto, los estados invitados fueron: Campeche, Chiapas, Quintana Roo, Tabasco y Yucatán (Fecha 22 al 24 de mayo) En el 2014, el estado invitado fue San Luis Potosí (FLA IX) (Fecha 21 al 23 de mayo) En el 2015, el estado invitado fue Hidalgo (FLA X) (Fecha 20 al 22 de mayo) |          |
| En el año 2016, no se pudo organizar la FLA como se acostumbraba, sin embargo la Biblioteca Juan Comas impulsó la realización de una muestra editorial, logrando cumplir su objetivo: acercar al personal académico del instituto a los materiales bibliográficos con la temática de la antropología y ciencias sociales para su selección y posterior adquisición, por parte de la Biblioteca (Fecha 1 y 2 de septiembre) |          |
| En el 2017 y 2018 se organizó la XI y XII edición de la FLA, respectivamente, no contó con ningún estado invitado, pero sí se desarrolló un programa académico y cultural (Fechas 2017 26 al 28 de abril. 2018, 11 al 13 de abril) |          |
| En el 2019 se organizó la XIII edición de la FLA, en esta ocasión se le dio una temática a la Feria "Pueblos y lenguas indígenas", del mismo modo al igual que sus anteriores ediciones se llevó a cabo un programa académico y cultural además de la venta de artesanías (Fecha 27 al 29 de marzo) |          |
| Cabe destacar que en el 2020 ya se había avanzado en la organización de la XIV edición de la FLA en esa ocasión la Feria se dedicaría “A la zona norte de México”, al mismo tiempo se estaba trabajando en el programa académico y cultural que acompañaría a la Feria, sin embargo el encierro obligatorio a partir del 23 de marzo de dicho año por el tema de la pandemia por la Covid-19, impidió su realización, así ha sido hasta la fecha (Estaba programada del 6 al 8 de mayo) |          |